# Skilanglauf-Nordiq-Cup 2023/24
Der Skilanglauf-Nordiq-Cup 2023/24 war eine von der FIS organisierte Wettkampfserie, die zum Unterbau des Skilanglauf-Weltcups 2023/24 gehörte. Er begann am 12. Dezember 2023 in Anchorage und endete am 7. Januar 2024 in Mont Sainte-Anne. Die Gesamtwertung der Männer gewann Max Hollmann und bei den Frauen Sonjaa Schmidt.

## Männer

### Resultate
| 1. Nordiq-Cup in Anchorage, 12. bis 17. Dezember 2023 | 1. Nordiq-Cup in Anchorage, 12. bis 17. Dezember 2023 | 1. Nordiq-Cup in Anchorage, 12. bis 17. Dezember 2023 | 1. Nordiq-Cup in Anchorage, 12. bis 17. Dezember 2023 | 1. Nordiq-Cup in Anchorage, 12. bis 17. Dezember 2023 |
| ----------------------------------------------------- | ----------------------------------------------------- | ----------------------------------------------------- | ----------------------------------------------------- | ----------------------------------------------------- |
| Datum                                                 | Disziplin                                             | Erster Platz                                          | Zweiter Platz                                         | Dritter Platz                                         |
| 12. Dezember 2023                                     | Sprint Freistil                                       | Julien Locke                                          | Walker Hall                                           | Michael Earnhart                                      |
| 13. Dezember 2023                                     | 10 km klassisch                                       | Max Hollmann                                          | Hugo Hinckfuss                                        | Hunter Wonders                                        |
| 16. Dezember 2023                                     | Sprint klassisch                                      | Julien Locke                                          | Logan Diekmann                                        | Reid Goble                                            |
| 17. Dezember 2023                                     | 10 km Freistil Massenstart                            | Michael Earnhart                                      | Reid Goble                                            | Sasha Masson                                          |

| 2. Nordiq-Cup in Mont Sainte-Anne, 4. bis 7. Januar 2024 | 2. Nordiq-Cup in Mont Sainte-Anne, 4. bis 7. Januar 2024 | 2. Nordiq-Cup in Mont Sainte-Anne, 4. bis 7. Januar 2024 | 2. Nordiq-Cup in Mont Sainte-Anne, 4. bis 7. Januar 2024 | 2. Nordiq-Cup in Mont Sainte-Anne, 4. bis 7. Januar 2024 |
| -------------------------------------------------------- | -------------------------------------------------------- | -------------------------------------------------------- | -------------------------------------------------------- | -------------------------------------------------------- |
| Datum                                                    | Disziplin                                                | Erster Platz                                             | Zweiter Platz                                            | Dritter Platz                                            |
| 4. Januar 2024                                           | Sprint Freistil                                          | Xavier McKeever                                          | Léo Grandbois                                            | Sasha Masson                                             |
| 6. Januar 2024                                           | 10 km klassisch                                          | Xavier McKeever                                          | Max Hollmann                                             | Thomas Stephen                                           |
| 7. Januar 2024                                           | 20 km Freistil Massenstart                               | Xavier McKeever                                          | Max Hollmann                                             | Derek Deuling                                            |

### Gesamtwertung Männer
| Endstand (Top 10) |                      |        |
| \| Rang \| Name \| Punkte \| \| ---- \| -------------------- \| ------ \| \| 1. \| Max Hollmann \| 552 \| \| 2. \| Julien Locke \| 532 \| \| 3. \| Sasha Masson \| 470 \| \| 4. \| Julian Smith \| 450 \| \| 5. \| Leo Grandbois \| 402 \| \| 6. \| Samuel Gary Hendry \| 369 \| \| 7. \| Thomas Stephen \| 366 \| \| 8. \| Derek Deuling \| 357 \| \| 9. \| Michael Earnhart \| 355 \| \| 10. \| Felix-Olivier Moreau \| 350 \| |                      |        |
| Rang | Name                 | Punkte |
| 1. | Max Hollmann         | 552    |
| 2. | Julien Locke         | 532    |
| 3. | Sasha Masson         | 470    |
| 4. | Julian Smith         | 450    |
| 5. | Leo Grandbois        | 402    |
| 6. | Samuel Gary Hendry   | 369    |
| 7. | Thomas Stephen       | 366    |
| 8. | Derek Deuling        | 357    |
| 9. | Michael Earnhart     | 355    |
| 10. | Felix-Olivier Moreau | 350    |

## Frauen

### Resultate
| 1. Nordiq-Cup in Anchorage, 12. bis 17. Dezember 2023 | 1. Nordiq-Cup in Anchorage, 12. bis 17. Dezember 2023 | 1. Nordiq-Cup in Anchorage, 12. bis 17. Dezember 2023 | 1. Nordiq-Cup in Anchorage, 12. bis 17. Dezember 2023 | 1. Nordiq-Cup in Anchorage, 12. bis 17. Dezember 2023 |
| ----------------------------------------------------- | ----------------------------------------------------- | ----------------------------------------------------- | ----------------------------------------------------- | ----------------------------------------------------- |
| Datum                                                 | Disziplin                                             | Erster Platz                                          | Zweiter Platz                                         | Dritter Platz                                         |
| 12. Dezember 2023                                     | Sprint Freistil                                       | Sammy Smith                                           | Liliane Gagnon                                        | Anna-Maria Dietze                                     |
| 13. Dezember 2023                                     | 10 km klassisch                                       | Sammy Smith                                           | Sydney Palmer-Leger                                   | Nina Schamberger                                      |
| 16. Dezember 2023                                     | Sprint klassisch                                      | Sammy Smith                                           | Mariel Merlii Pulles                                  | Olivia Bouffard-Nesbitt                               |
| 17. Dezember 2023                                     | 10 km Freistil Massenstart                            | Sonjaa Schmidt                                        | Anna-Maria Dietze                                     | Sydney Palmer-Leger                                   |

| 2. Nordiq-Cup in Mont Sainte-Anne, 4. bis 7. Januar 2024 | 2. Nordiq-Cup in Mont Sainte-Anne, 4. bis 7. Januar 2024 | 2. Nordiq-Cup in Mont Sainte-Anne, 4. bis 7. Januar 2024 | 2. Nordiq-Cup in Mont Sainte-Anne, 4. bis 7. Januar 2024 | 2. Nordiq-Cup in Mont Sainte-Anne, 4. bis 7. Januar 2024 |
| -------------------------------------------------------- | -------------------------------------------------------- | -------------------------------------------------------- | -------------------------------------------------------- | -------------------------------------------------------- |
| Datum                                                    | Disziplin                                                | Erster Platz                                             | Zweiter Platz                                            | Dritter Platz                                            |
| 4. Januar 2024                                           | Sprint Freistil                                          | Liliane Gagnon                                           | Sonjaa Schmidt                                           | Alison Mackie                                            |
| 6. Januar 2024                                           | 10 km klassisch                                          | Sonjaa Schmidt                                           | Alison Mackie                                            | Jasmine Drolet                                           |
| 7. Januar 2024                                           | 20 km Freistil Massenstart                               | Sonjaa Schmidt                                           | Alison Mackie                                            | Liliane Gagnon                                           |

### Gesamtwertung Frauen
| Endstand (Top 10) |                         |        |
| \| Rang \| Name \| Punkte \| \| ---- \| ----------------------- \| ------ \| \| 1. \| Sonjaa Schmidt \| 555 \| \| 2. \| Olivia Bouffard-Nesbitt \| 535 \| \| 3. \| Liliane Gagnon \| 530 \| \| 4. \| Anna Parent \| 459 \| \| 5. \| Alison Mackie \| 442 \| \| 6. \| Anna Stewart \| 426 \| \| 7. \| Katherine Weaver \| 399 \| \| 8. \| Amelia Wells \| 388 \| \| 9. \| Sammy Smith \| 360 \| \| 10. \| Clara Hegan \| 358 \| |                         |        |
| Rang | Name                    | Punkte |
| 1. | Sonjaa Schmidt          | 555    |
| 2. | Olivia Bouffard-Nesbitt | 535    |
| 3. | Liliane Gagnon          | 530    |
| 4. | Anna Parent             | 459    |
| 5. | Alison Mackie           | 442    |
| 6. | Anna Stewart            | 426    |
| 7. | Katherine Weaver        | 399    |
| 8. | Amelia Wells            | 388    |
| 9. | Sammy Smith             | 360    |
| 10. | Clara Hegan             | 358    |